# Risbergstjärnen, Lappland
Risbergstjärnen är en sjö i Lycksele kommun i Lappland och ingår i Umeälvens huvudavrinningsområde. Sjön har en area på 0,0404 kvadratkilometer och ligger 329 meter över havet.

## Delavrinningsområde
Risbergstjärnen ingår i det delavrinningsområde (721569-162366) som SMHI kallar för Ovan VDRID = Rullån i Vindelälvens vattendragsyta. Medelhöjden är 311 meter över havet och ytan är 56,66 kvadratkilometer. Räknas de 543 avrinningsområdena uppströms in blir den ackumulerade arean 8 124,61 kvadratkilometer. Vindelälven som avvattnar avrinningsområdet har biflödesordning 2, vilket innebär att vattnet flödar genom totalt 2 vattendrag innan det når havet efter 215 kilometer. Avrinningsområdet består mestadels av skog (84 procent). Avrinningsområdet har 2,31 kvadratkilometer vattenytor vilket ger det en sjöprocent på 4,1 procent. Bebyggelsen i området täcker en yta av 0,35 kvadratkilometer eller 1 procent av avrinningsområdet.